# 城山神社 (五島市)
城山神社（しろやまじんじゃ）は、長崎県五島市にある神社。旧社格は県社。

## 概要
平家落人伝承により長崎県佐世保市宇久町（宇久島）にて宇久五島氏の始祖となったとされる宇久次郎家盛（平家盛）、および子孫であり五島氏初代の五島純玄を祀っている。
五島観光歴史資料館、福江文化会館と共に、石田城二の丸跡地に建立されている。

## 祭神
主祭神
- 保食神 （うけもちのかみ）

合祀神
- 五島純玄
- 宇久次郎家盛